# Sycanthidae
Sycanthidae é uma família de esponjas marinhas da ordem Leucosolenida.

## Gêneros
- Dermatetron Jenkin, 1908
- Hypodictyon Jenkin, 1908
- Sycantha Lendenfeld, 1891